# Kassenrichtlinie 2012
Die Kassenrichtlinie 2012 (KRL2012), veröffentlicht am 4. Jänner 2012, ist eine Richtlinie des österreichischen Bundesministeriums für Finanzen zu Steuer-, Finanzstraf- und Verfahrensrecht, und soll Fragen an die Ordnungsmäßigkeit von Kassensystemen beantworten. Adressat der Richtlinie sind Beamte des Bundesministeriums für Finanzen, Teile der Zollverwaltung (Steuer- und Zollkoordination), Finanzämter, Prüfer von Großbetrieben, Steuerfahndung und der unabhängige Finanzsenat.
Die Richtlinie stellt die rechtlichen Rahmenbedingungen dar und die Anforderungen, die an technische Einrichtungen wie Registrierkassen oder Kassensysteme gestellt werden. Erforderlich wurde die Kassenrichtlinie, da sich gesetzliche Voraussetzungen wie Aufzeichnungs- und Aufbewahrungspflichten signifikant verändert hatten. Als Ziele nennt die Richtlinie die folgenden Punkte:
- Herstellung von Rechtssicherheit für Hersteller von technischen Systemen.
- Herstellung von Rechtssicherheit für Anwender solcher System.
- Klarstellen der Merkmale und der Merkmalsausprägungen für Prüfungen von Kassensystemen.

Die Kassenrichtlinie 2012 stellt keine Neuerung dar oder eine Änderung von bestehenden Regelungen. Sie ist als Zusammenfassung bestehender Vorschriften zu verstehen. Eine Zertifizierung von Systemen ist dabei nicht geplant.
Die Richtlinie wurde am 4. Jänner 2012 auf Findok veröffentlicht. Als zugrundeliegende Gesetze nennt die Richtlinie § 131 Bundesabgabenordnung (BAO), Bundesgesetzblatt Nr. 194/1961 und § 132 BAO, Bundesabgabenordnung, BGBl. Nr. 194/1961.

## Auswirkungen
Obwohl es sich bei der Richtlinie nicht um eine Änderung bestehenden Rechts handelt, informieren die Wirtschaftskammern Österreichs ihre Mitglieder über die Inhalte. Obendrein werden von Beratungsunternehmen Zertifizierungen nach der KRL2012 angeboten. Deren Wert ist anbetrachts von unveränderten Anforderungen fraglich.